# Красный Луч (Нижегородская область)
Кра́сный Луч — посёлок в Варнавинском районе Нижегородской области. Входит в состав Шудского сельсовета.

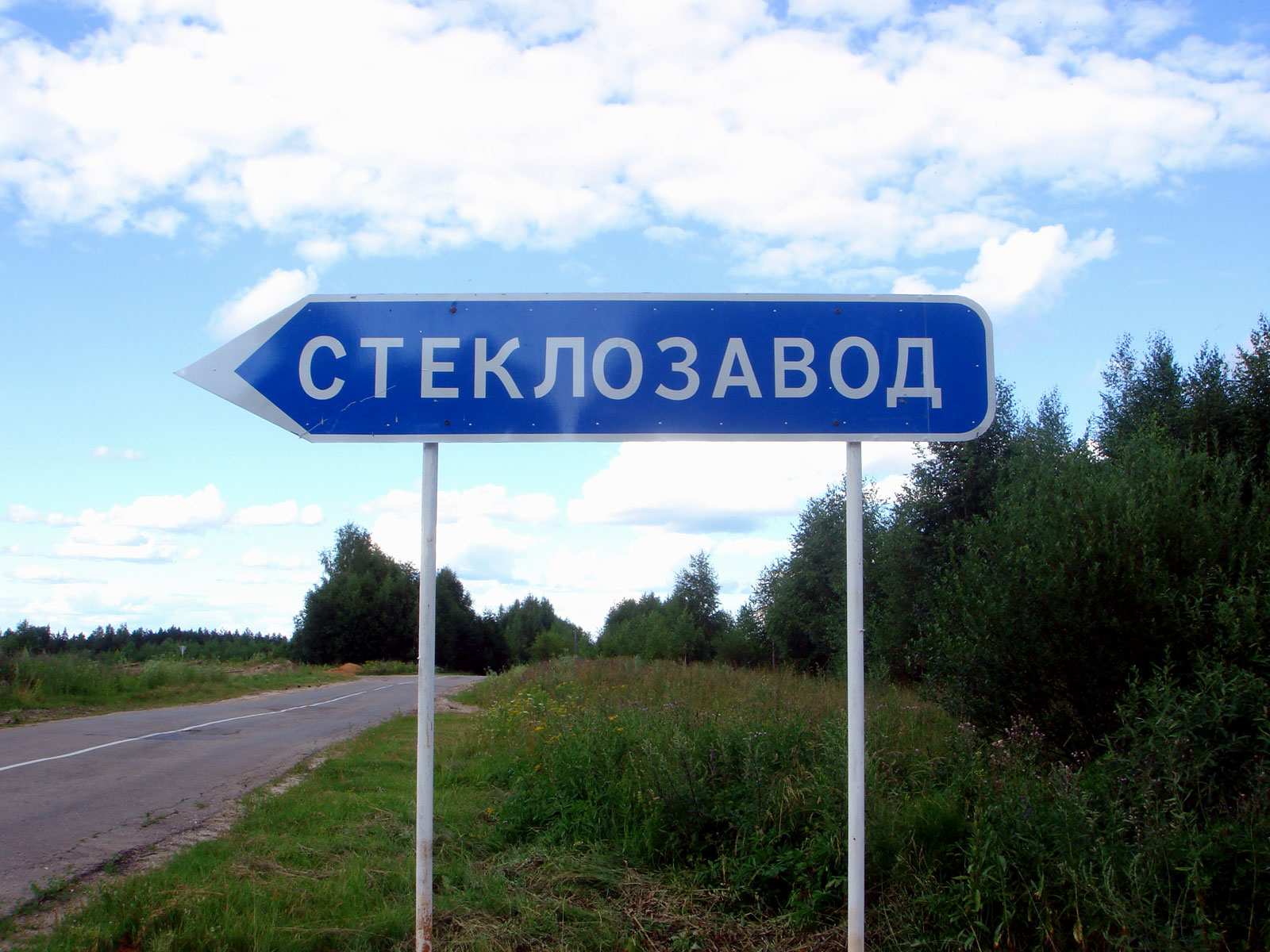
На дорожном указателе неофициальное название

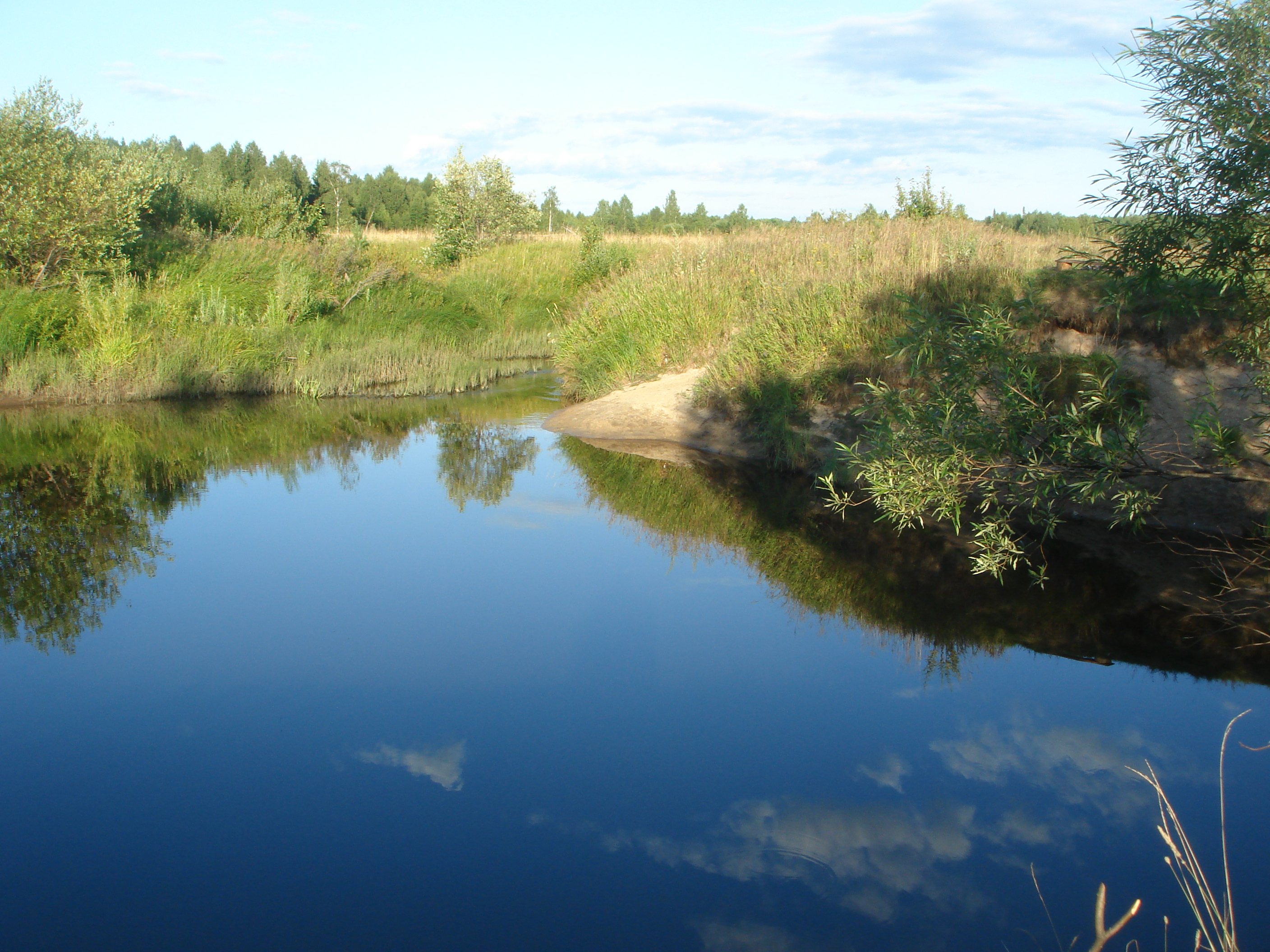
Река Шуда, «Второй омут».

В посёлке расположено отделение Почты России (индекс 606768).

## Географическое положение
Посёлок расположен в 35 км к северу от районного центра — рабочего посёлка Варнавино, в 167 км к северо-северо-востоку от Нижнего Новгорода.
По окраинам посёлка протекают реки Шуда, Жиломостка и Пескомойка

## Занятия населения
Лесозаготовка, животноводство, сбор ягод и грибов.

## История

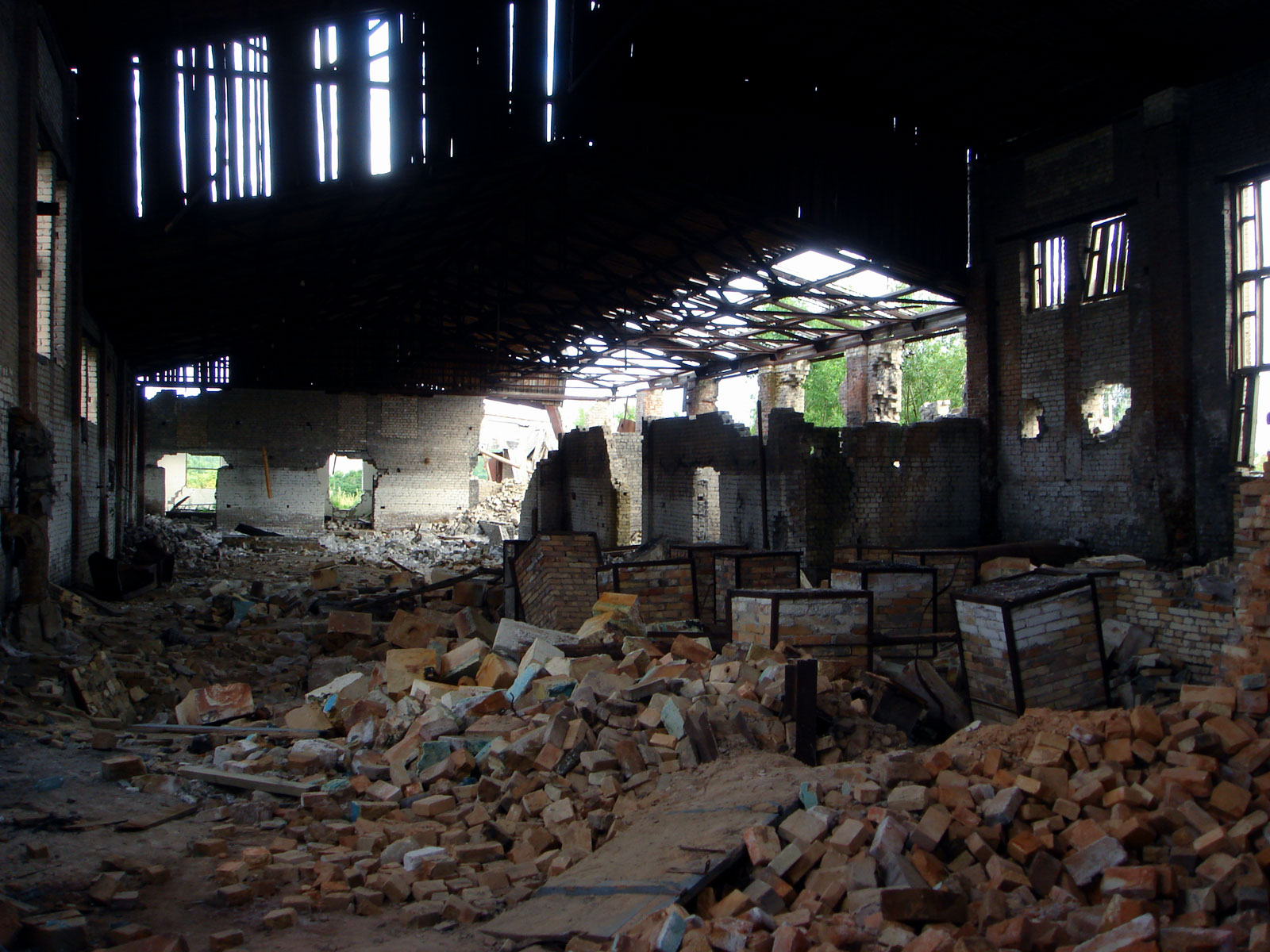
Завод разобрали на металлолом.

В посёлке находится старейшее предприятие Варнавинского района — стекольный завод «Красный Луч», основанный в 1891 году помещиком И. В. Базилевским. По его же приказу в 1892 году в посёлке был построен народный дом, где детей рабочих стали обучать грамоте. 
До 2009 года деревня входила в состав сельского поселения Антонихинский сельсовет. Законом Нижегородской области от 28 августа 2009 года № 150-З сельские поселения Антонихинский сельсовет и Горкинский сельсовет объединены в сельское поселение Шудский сельсовет.

## Население
| 1999 | 2002 | 2010 |
| ---- | ---- | ---- |
| 355  | ↘328 | ↘221 |